# Honorato Martín-Cobos Lagüera
Honorato Martín-Cobos Lagüera (Lerma (Burgos), 3 de setembre del 1903 - Madrid, 11 d'agost del 1965) fou un advocat espanyol i polític falangista que tingué càrrecs de responsabilitat durant la dictadura franquista.
Martín-Cobos es llicencià en Dret per la Universitat de Salamanca, s'incorporà al Col·legi d'Advocats de Burgos l'octubre de 1927, i exercí la professió d'advocat amb un bufet a la seva ciutat natal de Lerma. Va ser nomenat secretari del Col·legi d'advocats de Burgos el 28 d'abril de 1951 a instàncies del Ministeri de Justícia, i formà part de la Junta de Govern del Col·legi els anys 1953 a 1958. Havia sigut president de la Juventud Republicana, i participà activament en els debats sobre la fórmula adequada per a la Segona República: república federal o república unitària.
Fins al setembre de 1936, juntament amb José Moreno, formà l'equip encarregat de gestionar a nivell nacional l'economia i inventaris falangista en substitució de l'administració cantonal existent, sent Cap nacional Manuel Hedilla. Formà part de la trama civil del l'alçament militar de 1936 contra la Segona República a Burgos, juntament amb Fidel Dávila, José Ramón Echevarrieta, advocat, regidor i líder dels carlins i Florentino Martínez Mata, cap local de Falange. Intervingué en la guerra civil espanyola com a combatent voluntari, i aconseguí el grau de capità provisional d'infanteria, havent realitzat missions de confiança en els preliminars, concretament d'enllaç amb el general Emilio Mola.
El 1939 entrà com a regidor a l'ajuntament de Burgos essent sotscap provincial del Moviment Nacional de la província de Burgos. El 1946 fou nomenat president de la Diputació Provincial de Burgos, substituint-hi Julio de la Puente Careaga. El 8 de novembre de 1953 fou nomenat Governador Civil de les Illes Balears, i el 2 de febrer de 1956, governador civil de la província de Las Palmas de Gran Canària. Del 30 de juny de 1960 a la seva mort el 1965 fou alcalde de Burgos.